# Karamfil, Kărdjali
Karamfil (în bulgară Карамфил) este un sat în comuna Momcilgrad, regiunea Kărdjali,  Bulgaria. 

## Demografie
Componența etnică a satului Karamfil
     Turci (89,7%)
     Nicio identificare (10,29%)
     Altele (0%)
La recensământul din 2011, populația satului Karamfil era de 301 locuitori. Din punct de vedere etnic, majoritatea locuitorilor (89,7%) erau turci. Pentru 10,29% din locuitori nu este cunoscută apartenența etnică.